# Georg Richard Bluhme
Georg Richard Bluhme (* 14. August 1830 in Halle (Saale); † 3. Dezember 1875 in Bonn) war Bergwerksdirektor und Mitglied des Reichstages.

## Leben
Georg Richard Bluhme wurde am 14. August 1830 in Halle an der Saale geboren. Sein Sohn war der Generalstaatsanwalt Fritz Bluhme. Er studierte Bergwissenschaften an der Universität Bonn und der Bergakademie Freiberg in Sachsen.
Bluhme begann seine bergmännische Karriere mit der Tätigkeit für die preußischen Staatsgruben an der Saar, dann übernahm er die Betriebsleitung der „Bergfaktorei Von der Heydt“ und die Leitung der „Grube Gerhard“ in Püttlingen. Anschließend wurde er als Oberbergrat zum Oberbergamt Bonn versetzt und war dort Mitglied des Bonner Stadtrates. Von 1861 bis 1866 war er Bergwerksdirektor der Kohleminen in Saarbrücken.
1874 wurde er für den Wahlkreis Regierungsbezirk Trier 5 (Saarbrücken) und die Nationalliberale Partei in den Reichstag gewählt. Nach seinem frühen Tode im Alter von 45 Jahren wurde in einer Ersatzwahl am 30. März 1876 Gustav Pfaehler als sein Nachfolger in den Reichstag gewählt.